# Hrudní hlas
Hrudní hlas je termín používaný ve vokální hudbě. Jeho používání se v rámci vokální pedagogiky značně liší a mezi profesionály vokální hudby na něj není jednotný názor. Použít se dá ve vztahu k následujícímu:
- Konkrétní část hlasového rozsahu nebo typ hlasového rejstříku
- Oblast vokální rezonance
- Specifické vokální zabarvení[1]

## Historie
První v hudebním kontextu zaznamenaná zmínka o tomto termínu se objevila kolem 13. století, když byl spisovateli Johannesem de Garlandia a Jeronýmem z Moravy odlišen od hrdelního a hlavového hlasu (pectoris, guttoris, capitis – v této době je hlavový hlas pravděpodobně odkazovaný na falzetový rejstřík). Termín byl později předefinován během období belcanta, kdy byl identifikován jako nejnižší ze tří hlasových rejstříků: hrudní hlas, smíšený hlas a hlavový hlas. Tento přístup vyučují někteří vokální pedagogové dodnes. Avšak s tím, jak se za posledních dvě stě let rozšířily znalosti lidské anatomie, rostlo i chápání fyzického procesu zpěvu a vokální produkce. V důsledku toho mnoho vokálních pedagogů předefinovalo nebo dokonce opustilo používání termínu hrudní hlas.
Zejména použití termínu hrudní rejstřík se stalo kontroverzním, protože hlasové rejstříky jsou dnes častěji vnímány jako produkt funkce hrtanu, která nesouvisí s anatomií hrudníku a plic. Z tohoto důvodu mnoho vokálních pedagogů tvrdí, že nemá smysl mluvit o rejstřících vytvářených ve hrudníku. Vibrační vjemy, které jsou pociťovány v hrudníku, jsou jevy rezonanční a měly by tedy být popisovány jako termíny související s vokální rezonancí, nikoli s rejstříky. Tito vokální pedagogové dávají přednost termínu „hrudní hlas“ před pojmem „hrudní rejstřík“. Také zastávají názor, že mnoho problémů, které lidé identifikují jako problémy rejstříku, jsou ve skutečnosti problémy přizpůsobení rezonance. To pomáhá vysvětlit spor o tuto terminologii. Termín hrudní rejstřík se nepoužívá ani v logopedii.
Použití termínu hrudní hlas také často odkazuje na specifický druh vokálního zabarvení nebo vokálního témbru. V klasickém zpěvu je jeho použití zcela omezeno na spodní část modálního rejstříku nebo normálního hlasu. Hrudní témbr může přidat úžasnou škálu zvuků do vokální interpretační palety zpěváka. Zavedení témbru hrudníku je běžné u zpěváků vyškolených v historické italské škole, ale zpěváci, kteří vyšli ze severské/germánské tradice, se mu z velké části vyhýbají. Je to však do značné míry jen estetickým rozhodnutím. Ovšem použití příliš silného hrudního hlasu ve vyšších rejstřících, ve snaze dosáhnout vyšších tónů, může vést k přepínání hlasu a to následně až k jeho zhoršení.

## Fyziologický proces
Názory na to, co přesně hrudní hlas je, se velmi liší a není ani jednotný konsenzus o jeho fyziologickém tvoření. Existuje však rozvíjející se soubor vědeckých poznatků, který se týká různých definic hrudního hlasu:

### Podle rejstříku hrtanu
Toto hledisko považuje hrudní hlas za výsledek fonace, kdy funkce thyroarytenoidních svalů (postranní svaly kolem hlasivkových vazů) silně dominuje nad funkci krikotyroidního svalu (přední svaly hrtanu). Obecně se také vyznačuje vyšší hodnotou uzavřeného kvocientu než má „hlas hlavy“.

### Podle vokální rezonance
Tento pohled předpokládá, že hlas hrudníku není produktem vokálního rejstříku, ale hlasové rezonance. Názory v rámci tohoto chápání se různí. Ačkoli někteří pedagogové věří, že hrudník je účinným rezonátorem, většina se shoduje na tom, že hrudní hlas ve skutečnosti rezonuje v hlasovém traktu ale zároveň vytváří vibrační pocity ve hrudníku. Tarneaud říká,
| „          | "during singing, the vibration of the vocal folds impresses periodic shakes on the laryngeal cartilage which transmits them to the bones in the thorax via the laryngeal depressors, and to the bony structures in the head via the laryngeal elevators. Singers feel these shakes in the form of thoracic and facial vibrations". | „Chvění hlasivek během zpěvu vyvolává periodické chvění hrtanu, které se přenáší do kostí ve hrudníku pomocí laryngeal depressors (hrtanových depresorů) a do kostních struktur v hlavě pomocí laryngeal elevators (hrtanových výtahů). Zpěváci cítí tyto otřesy ve formě hrudních a obličejových vibrací“. | “ |
| — Tarneaud | | |   |

Tyto vnitřní fonační vjemy, produkované vibracemi hrtanu, nazývají zpěváci a učitelé zpěvu „rezonance“.
Při zpěvu v dolním rejstříku je hrtan snížen, protože svaly, které jej spojují s hrudním košem, jsou napnuté, zatímco svaly nad hrtanem napnuté nejsou. V důsledku toho je velká část vibrační energie přenášena do hrudní oblasti, což ve zpěvácích vyvolává dojem, že jejich hlas rezonuje ve hrudi. Tento dojem je však mylný. Hrudník svou konstrukcí a umístěním nemůže významně přispívat k rezonančnímu systému hlasu. Hrudník je na špatné straně hlasivek a v konstrukci plic není nic, co by mohlo sloužit k odrážení zvukových vln zpět směrem k hrtanu.